# Elephas planifrons
Espèce
Synonymes
- Protelephas planifrons Falconer & Cautley, 1846 †

Elephas planifrons est une espèce éteinte d'éléphants qui vivaient au Pliocène.